# Octobre 1945

## Événements
- Manifestations populaires pour le retrait des troupes britanniques en Égypte. Elles dégénèrent en actes de pillages et de violences.

- 4 octobre :
  - France : début des ordonnances sur la Sécurité sociale, étendue à tous les salariés;
  - France : début du procès de Pierre Laval (4 au 8 octobre), condamné à mort.

- 5 octobre : Leclerc débarque à Saïgon.
  - En vertu des accords de Potsdam (2 août), les nationalistes chinois devaient occuper le pays au nord du 16e parallèle et les Britanniques le sud de cette ligne. Cependant, le 21 septembre, les troupes du général Leclerc débarquent à Saigon et relèvent rapidement les Britanniques.

- 8 octobre : autorisation du Mouvement d’union démocratique (Movimento de Unidade Democrática, MUD), parti d’opposition au Portugal. Il n’aura aucun représentant à la chambre. Cette prétendue libéralisation politique permet à Salazar de surveiller les opposants.

- 9 octobre :
  - Argentine : le vice-président Juan Perón est relevé de ses fonctions.
  - France : création de l'ENA (École nationale d'administration).
  - Allemagne : en zone américaine, l’administration locale est confiée aux Allemands. Création des Länder.

- 12 octobre : opposé au roi Sisavang Vong qui souhaite le rétablissement du Protectorat français du Laos, le gouvernement Lao Issara (Laos libre) annonce une constitution provisoire.

- 13 octobre : création de l’UNESCO (Organisation des Nations unies pour l'éducation, la science et la culture) par 44 pays.

- 15 octobre, France : exécutions de Joseph Darnand, chef de la Milice française, et de Pierre Laval.

- 15 - 21 octobre[1] : le Ve Congrès panafricain de Manchester proclame la « détermination des Africains à être libres ». Kwame Nkrumah crée un Secrétariat National Ouest-Africain, activement soutenu par la WASU (West Africa Students Union) pour en appliquer concrètement les résolutions. Ce mouvement promeut l’idée d’une Fédération ouest-africaine, premier échelon vers la réalisation d’États-Unis d’Afrique.

- 16 octobre : 
  - Fondation à Québec de la FAO (Food and Agricultural Organisation) par l'ONU.
  - France : inauguration sur la Dordogne du plus grand barrage d’Europe à ce jour.

- 17 octobre (Argentine) : une immense foule d’ouvriers et de laissés-pour-compte envahit la place de Mai de Buenos Aires pour réclamer sa réintégration au gouvernement.

- 18 octobre : 
  - Venezuela : un coup d’État appuyé par le parti social-démocrate AD (Acción Democrática) destitue Isaías Medina Angarita. Le leader de la junte, Rómulo Betancourt, élu président, établit la démocratie (trieno, 1945-1948) : suffrage universel, réforme agraire, révision des royalties payées par les compagnies pétrolières étrangères, lois favorables aux syndicats, arbitrage des conflits, etc. Forte de l’appui populaire, l’AD gagne toutes les élections partielles entre 1946 et 1948.
  - France : création du Commissariat à l'énergie atomique dirigé par Frédéric Joliot-Curie.

- 20 octobre : Congrès national wallon.

- 21 octobre :
  - France : élection de la 1re Constituante en France, large victoire de la Gauche. Les femmes avaient le droit de vote pour la première fois à l'occasion d'un référendum. Les communistes (160 députés) arrivent en tête devant le MRP (152) et les socialistes (146);
  - France : statut du fermage.

- 22 octobre : une loi en Espagne franquiste prévoit des consultations populaires par référendum.

- 24 octobre : entrée en vigueur de la Charte des Nations unies (fondation de l'ONU) avec la ratification par la Chine, les États-Unis, la France, le Royaume-Uni, l'URSS et par la majorité des autres pays signataires. Le 24 octobre de chaque année est célébrée la Journée des Nations unies.
- 25 octobre: rétrocession de Taïwan à la République de Chine.

- 29 octobre (Brésil) : renversement du président Getúlio Vargas au Brésil et déposé le 30 octobre par un groupe de généraux.
  - Après la victoire des Alliés, Vargas décide l’élection d’un nouveau président et d’un nouveau congrès pour le 2 décembre. Les militaires inquiets, s’emparent du pouvoir. Vargas se retire dans le Rio Grande do Sul. Les officiers désignent José Linhares, président de la Cour suprême, pour diriger le gouvernement jusqu’aux élections. Le général Eurisco Dutra, candidat du Partido Social Democratico, fondé par Vargas, est élu avec une majorité PSD à l’Assemblée et au Sénat en décembre (début de mandat le 31 janvier 1946).

## Naissances
- 1er octobre : Ram Nath Kovind, personnalité politique indienne.
- 9 octobre : Alain Robert, homme politique français, Membre-fondateur du Front national.
- 10 octobre : Antonio Cañizares Llovera, cardinal espagnol, préfet de la congrégation pour le culte divin et la discipline des sacrements.
- 11 octobre : Kofi Yamgnane, homme politique français et ancien député.
- 12 octobre : Aurore Clément, actrice française.
- 13 octobre : Christophe, chanteur français († 16 avril 2020).
- 15 octobre : Stephen Sherbourne, homme politique britannique.
- 16 octobre : Pascal Sevran, animateur de télévision, producteur de télévision, parolier, chanteur et écrivain français († 9 mai 2008).
- 17 octobre : 
  - Graça Machel, personnalité politique mozambicaine.
  - Jean-Luc Sibiude, diplomate français.
- 18 octobre : Yıldo, Showmen célèbres de turc, joueur de football.
- 20 octobre : 
  - George Wyner, acteur américain.
  - Michel Cordes, acteur français († 5 mai 2023).
- 26 octobre : 
  - Emmanuel Lafont, évêque catholique français, évêque de Cayenne.
  - Catherine Barma, productrice française d'émission télé.
  - Jaclyn Smith, acteur américain.
- 27 octobre : 
  - William E. Bell, écrivain canadien († 30 juillet 2016).
  - Luiz Inácio Lula da Silva, homme d'État brésilien.
- 28 octobre : Sandy Berger, conseiller à la sécurité nationale américain († 2 décembre 2015).
- 29 octobre : Gérard Vignoble, personnalité politique française († 22 août 2022).
- 31 octobre : Themie Thomai, femme politique albanaise († 19 décembre 2020).
- (Jour non connu) : Temsüla Ao, poétesse, nouvelliste et ethnographe indienne.

## Décès
- 10 octobre : Joseph Darnand, chef de la Milice française (exécuté).
- 13 octobre : Lucien Simon, peintre, aquarelliste, dessinateur et lithographe français (° 18 juillet 1861).
- 15 octobre : Pierre Laval, français, président du Conseil (exécuté).
- 19 octobre : Plutarco Elías Calles, président du Mexique de 1924 à 1928.
- 26 octobre : Paul Pelliot, sinologue et aventurier français (° 1878).